# Lomas de García
Lomas de García är en ort i Mexiko.   Den ligger i kommunen García och delstaten Nuevo León, i den centrala delen av landet, 700 km norr om huvudstaden Mexico City. Lomas de García ligger 601 meter över havet och antalet invånare är 247.
Terrängen runt Lomas de García är varierad. Runt Lomas de García är det mycket tätbefolkat, med 1 266 invånare per kvadratkilometer. Närmaste större samhälle är Monterrey, 19,7 km sydost om Lomas de García. Omgivningarna runt Lomas de García är i huvudsak ett öppet busklandskap.